# Quararibea longipes
Quararibea longipes là một loài thực vật có hoa trong họ Cẩm quỳ. Loài này được (Little) Montiel miêu tả khoa học đầu tiên năm 1988.